# Berkeley L. Bunker

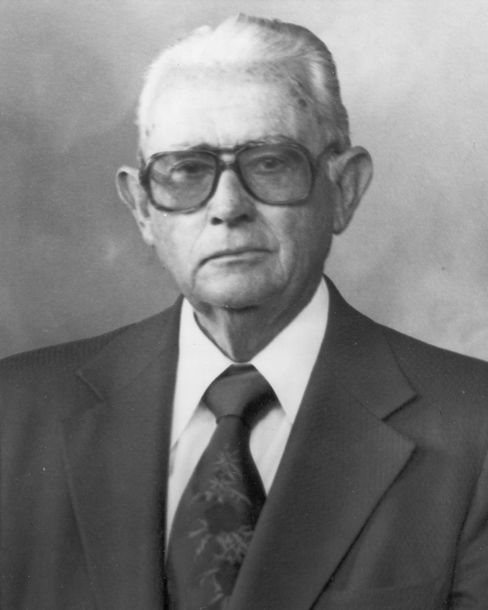
Berkeley L. Bunker

Berkeley Lloyd Bunker (* 12. August 1906 in St. Thomas, Clark County, Nevada; † 21. Januar 1999 in Las Vegas, Nevada) war ein US-amerikanischer Politiker der Demokratischen Partei, der den Bundesstaat Nevada in beiden Kammern des Kongresses vertrat.
Berkeley Bunker wurde in dem Ort St. Thomas geboren, der später dem Lake-Mead-Stausee weichen musste. Er besuchte die öffentlichen Schulen seiner Heimat und machte 1926 seinen Abschluss an der Clark County High School. In der Folge war Bunker als Mitglied der Kirche Jesu Christi der Heiligen der Letzten Tage in missionarischer Aufgabe für seine Glaubensgemeinschaft tätig. Dabei reiste er durch den Südosten der Vereinigten Staaten. Nach seiner Rückkehr nach Nevada heiratete er und stieg in Las Vegas ins Reifen- und Ölgeschäft ein.
Von 1936 bis 1941 hatte Bunker als Abgeordneter in der Nevada Assembly sein erstes politisches Mandat inne, wobei er dort 1939 der Speaker der Parlamentskammer war. Nach dem Tod von US-Senator Key Pittman am 10. November 1940 wurde er durch Gouverneur Edward P. Carville zu dessen Nachfolger ernannt. Bunker nahm sein Mandat in Washington, D.C. vom 27. November 1940 bis zum 6. Dezember 1942 wahr. Er bewarb sich auch um die Nominierung für die Nachwahl, unterlag dabei aber innerhalb seiner Partei James Graves Scrugham, der dann auch die eigentliche Wahl für sich entschied. Bunker kehrte nach Nevada zurück und war in der Folge in der Lebensversicherungsbranche tätig.
Am 3. Januar 1945 kehrte er in den Kongress zurück, nachdem er die Wahl zum Repräsentantenhaus der Vereinigten Staaten gegen den Republikaner Rex Bell, einen ehemaligen Filmschauspieler, für sich entschieden hatte. Er absolvierte eine zweijährige Amtsperiode, während der er unter anderem einen Gesetzentwurf einbrachte, Boulder City als Stadt zu konstituieren. Zu dieser Zeit stand der Ort noch unter der Kontrolle des Bureau of Reclamation, einer Bundesbehörde. Das Gesetz wurde letztlich nicht im Plenum beraten; Boulder City erhielt die Stadtrechte erst im Jahr 1960.
Im Jahr 1946 trat Bunker nicht zur Wiederwahl an. Stattdessen bewarb er sich um sein früheres Senatsmandat und wurde nach seinem Sieg in der demokratischen Primary gegen Amtsinhaber Edward P. Carville auch als Kandidat aufgestellt, doch er verlor die Wahl gegen den Republikaner George Malone. Danach konzentrierte er sich auf seine geschäftlichen Tätigkeiten und trat nur noch einmal politisch in Erscheinung, als er 1962 bei der Wahl zum Vizegouverneur von Nevada dem Republikaner Paul Laxalt unterlag.
Innerhalb seiner Glaubensgemeinschaft bekleidete Bunker noch das Amt eines Bischofs in einem Kirchenbezirk von Las Vegas. Er war auch am Bau des Las Vegas Nevada Temple beteiligt. Zum Zeitpunkt seines Todes am 21. Januar 1999 war Berkeley Bunker der älteste lebende Ex-Senator und der letzte, der dieses Amt noch während der Präsidentschaft von Franklin D. Roosevelt bekleidet hatte.